# Diploma di Ragusa

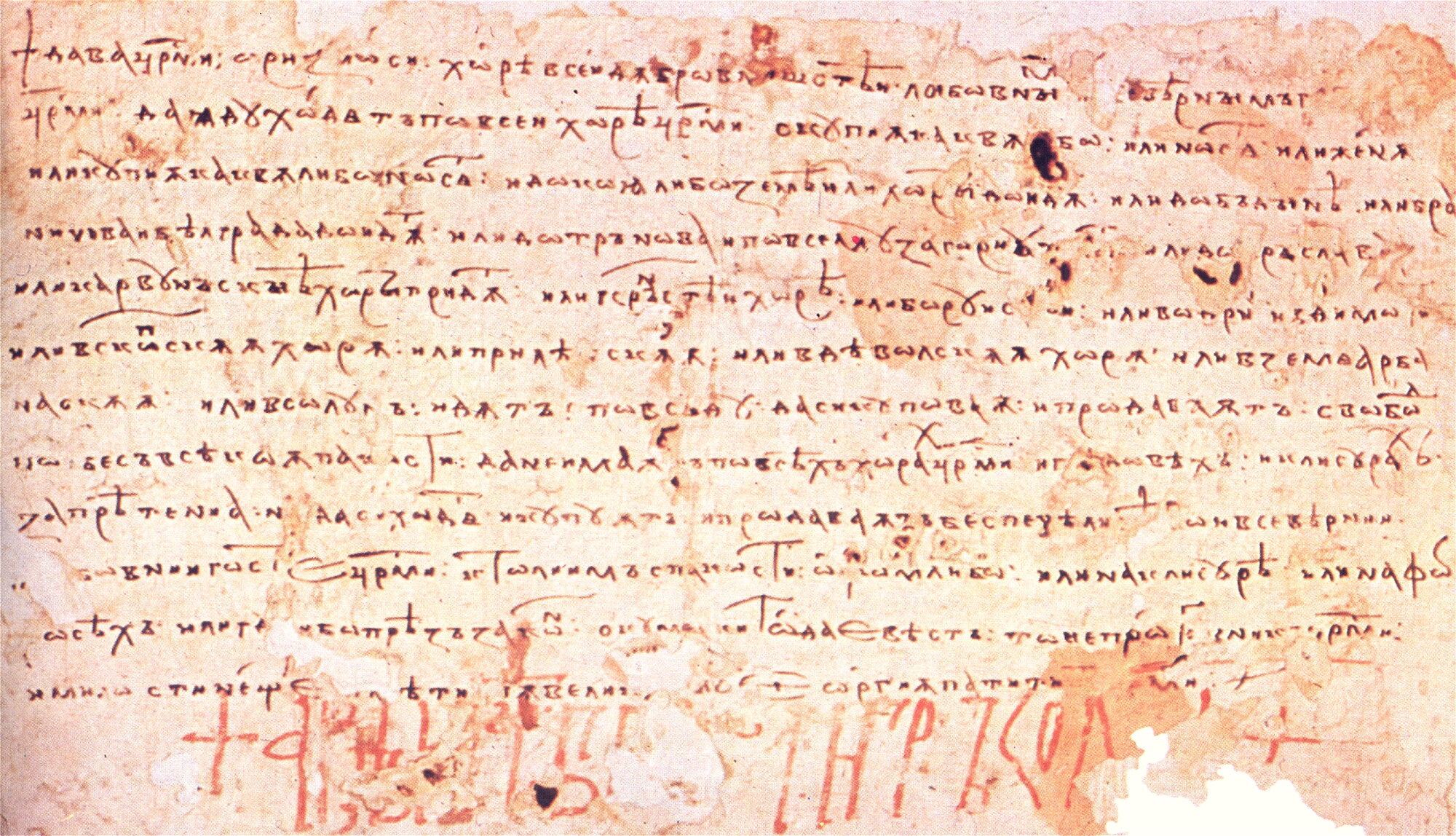
Diploma di Ragusa

Il Diploma di Ragusa è un importante documento del 1230 e il primo monumento storico dei cosiddetti diplomi reali bulgari nel Medioevo.
Con essa il re bulgaro Ivan Asen II concesse ai mercanti di Ragusa il diritto di commerciare liberamente nel Secondo Impero bulgaro.
Il diploma contiene dati sull'espansione territoriale del regno bulgaro dopo la Battaglia di Klokotnica, oltre a dati preziosi sullo stato della lingua bulgara media nel XIII secolo. È conservato nel dipartimento dei manoscritti della Biblioteca dell'Accademia delle scienze russa a San Pietroburgo.